# 路易·爱德华·比罗
路易·爱德华·比罗（法語：Louis Édouard Bureau，1830年5月25日—1918年12月14日）是法国植物学家和医生。 
他出生于南特，1848年在南特开始学医，1852年在巴黎获得学位，1872年成为国家自然历史博物馆助理研究员，1874年开始主持植物分类工作，被聘任为教授，1875年成为博物馆标本馆的馆长，1905年退休。
他是法国昆虫学会的创始人之一，并于1875年、1883年、1902年、1905年历次担任学会理事长。1895年被选为法国医学科学院院士，从1895年至1917年是法国自然和历史工作者协会会员。
他曾经为奥古斯丁·彼拉姆斯·德堪多的《植物界自然系统概论》编写桑科，为卡尔·冯·马蒂乌斯的《巴西植物》编写紫葳科等
他对古植物最感兴趣，从1910年至1914年，他出版了两卷本的关于卢瓦尔河流域的化石的著作，1911年，他出版了单独研究卢瓦尔河流域泥盆纪化石的著作。 
杜鹃花科中的锈红杜鹃（Rhododendron bureavii）是从他收集的来自中国的标本中选出的，为纪念他而命名的。